# Чубченков, Кирилл Моисеевич
Кирилл Моисеевич Чубченков (17 января 1909, дер. Хоронево, Могилёвская обл., СССР — 26 января 1945, концлагерь Маутхаузен) — советский военный лётчик, полковник.

## Биография
Кирилл Моисеевич родился 17 января 1909 года в деревне Хоронево Славгородского района Могилёвской области в многодетной крестьянской семье. Отец — Моисей Иванович, мать — Прасковья Дмитриевна. В 1925 году Кирилл Моисеевич окончил 8 классов, и в 1926 году семья, где росли три сына, переехала в Краснодарский край.
В Красной Армии с 1930 года.

### Прохождение службы в мирное время
- сентябрь 1930 — декабрь 1931, курсант школы младших командиров 17 пехотной Стрелковой дивизии
- декабрь 1931 — июнь 1932, курсант Ленинградской теоретической школы лётчиков
- июнь 1932 — декабрь 1933, курсант 14-й военной школы лётчиков в городе Энгельс
- декабрь 1933 — июль 1934, слушатель курсов командиров звеньев 1-й ВШЛ
- июль 1934 — июнь 1937, командир звена, 29-й штурмовой авиационной эскадрильи
- июнь 1937 — март 1938, командир отряда, 29-й штурмовой авиационной эскадрильи
- март 1938 — февраль 1939, командир эскадрильи, 5-й штурмовой авиационный полк

#### Участник Великой Отечественной войны с 22 июня 1941 года
- февраль 1939 — март 1942, заместитель командира, 61-й штурмовой авиационный полк
- март 1942 — сентябрь 1942, командир, 235-й штурмовой авиационный полк
- сентябрь 1942 — март 1943, командир, 6-й Гвардейский штурмовой авиационный полк
- март 1943 — июнь 1943, командир, 308-я штурмовая авиационная дивизия
- июль 1943 — декабрь 1943, слушатель курсов военной академии командного и штурмового состава ВВС Красной Армии
- февраль 1944 — апрель 1944, командир, 206-я штурмовая авиационная Мелитопольская дивизия

Полковник Чубченков летал на самолётах: Р-1, УТ-1, УТ-2, И-15, И-16, И-153 и Ил-2. Общий налёт — 1300 часов. Из них на самолёте Ил-2 — 100 часов.
13 апреля 1944 года Чубченков К. М. вылетел на задание и был взят в плен немцами в районе Кара-Чакмак, Крымская АССР. Содержался в концентрационных лагерях для пленных советских лётчиков Морицфельд и Лицманштадт.

## Смерть
В конце 1944 года был заключён в 20 блок концлагеря Маутхаузен (Австрия). В Маутхаузене стал одним из организаторов подготовки восстания военнопленных. Казнён 27 января 1945 года в 4 часа утра, вместе с другими организаторами восстания, живьём сожжён в крематории лагеря.

## Награды
Кирилл Моисеевич награждён орденом «Красная звезда» в 1941 году и орденом «Красное знамя» в 1942 году.

## Память
В память о Герое создана экспозиция в музее Боевой Славы 6-го Гвардейского Московского штурмового авиационного полка. ГБОУ «Школа № 167 имени Маршала Л. А. Говорова».